# Loulé
Loulé (portugisiskt uttal: [loˈlɛ]
 ( lyssna)) är en stad i centrala delen av Algarve i södra Portugal.
Den är huvudorten i Loulé kommun i Faros distrikt.
Staden har cirka 12 100 invånare. Kommunen (Município de Loulé) har 70 163 invånare (2020) och en area på 764,00 km². Den är Algarves största och mest befolkad kommun.
Loulé är en viktig turistort vid Portugals sydkust (Algarvekusten), känd för sin årliga karneval – Carnaval de Loulé.

## Ortnamnet
Ortnamnet Loulé härstammar från arabiskan al olea (”kulle”).

## Freguesias
Loulé är indelad i nio freguesias (kommundelar):
- Almancil
- Alte
- Ameixial
- Boliqueime
- São Clemente
- São Sebastião
- Quarteira
- Querença, Tôr e Benafim
- Salir

## Kommunikationer

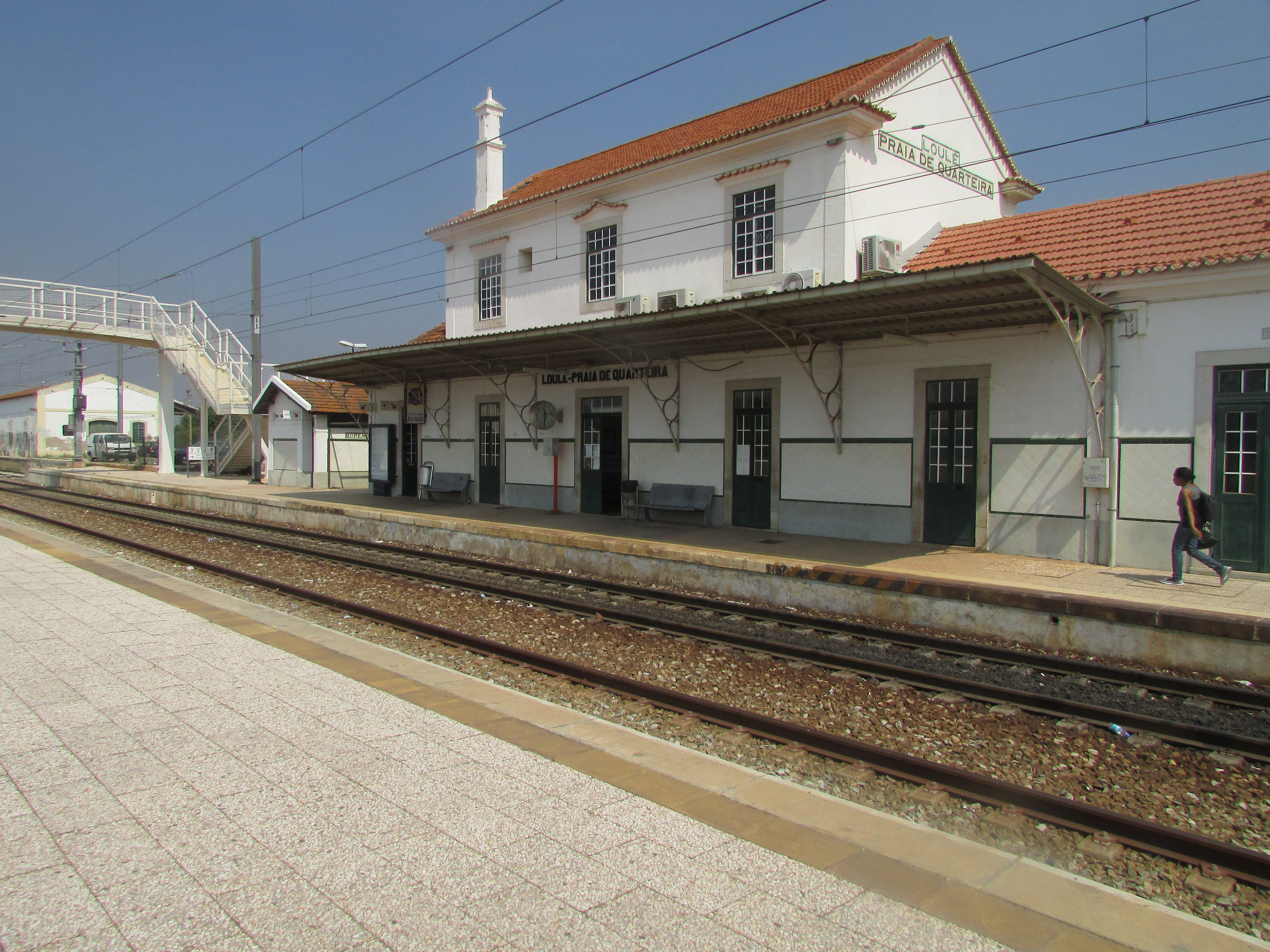
Järnvägsstationen Loulé-Praia da Quarteira

### Järnväg
Algarves bana passerar söder om Loulé. Den leder västerut till Lagos och österut till Vila Real de Santo António.
Järnvägsstationen Loulé-Praia de Quarteira ligger ca 1 km sydväst om Loulé och ca 6 km nordost om Quarteira.

### Vägnät
Motorvägen A22 passerar ca 4 km söder om Loulé. Den leder västerut till Lagos och österut till Vila Real de Santo António, vid gränsen mot Spanien.

## Bilder

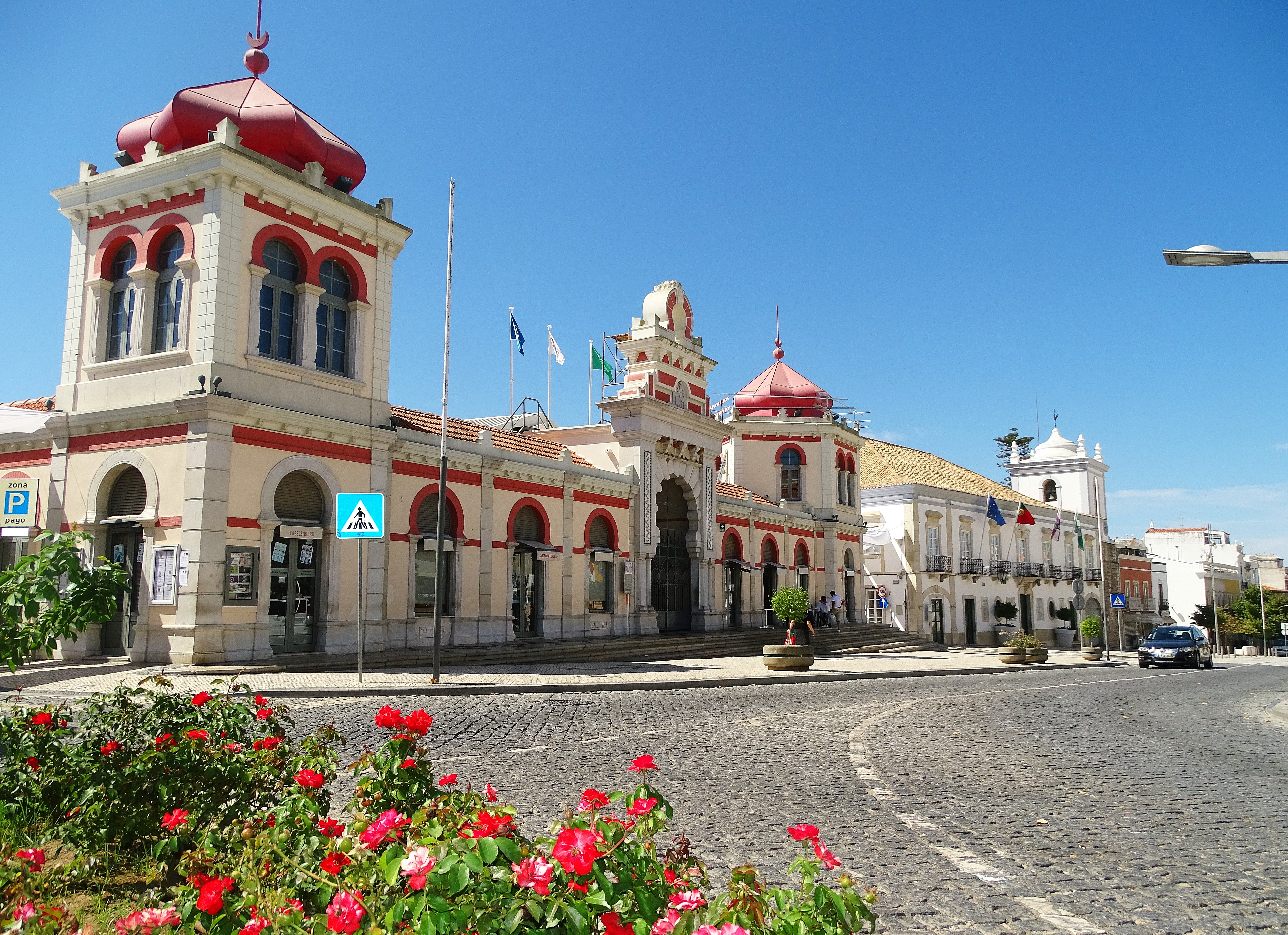
Marknaden i Loulé
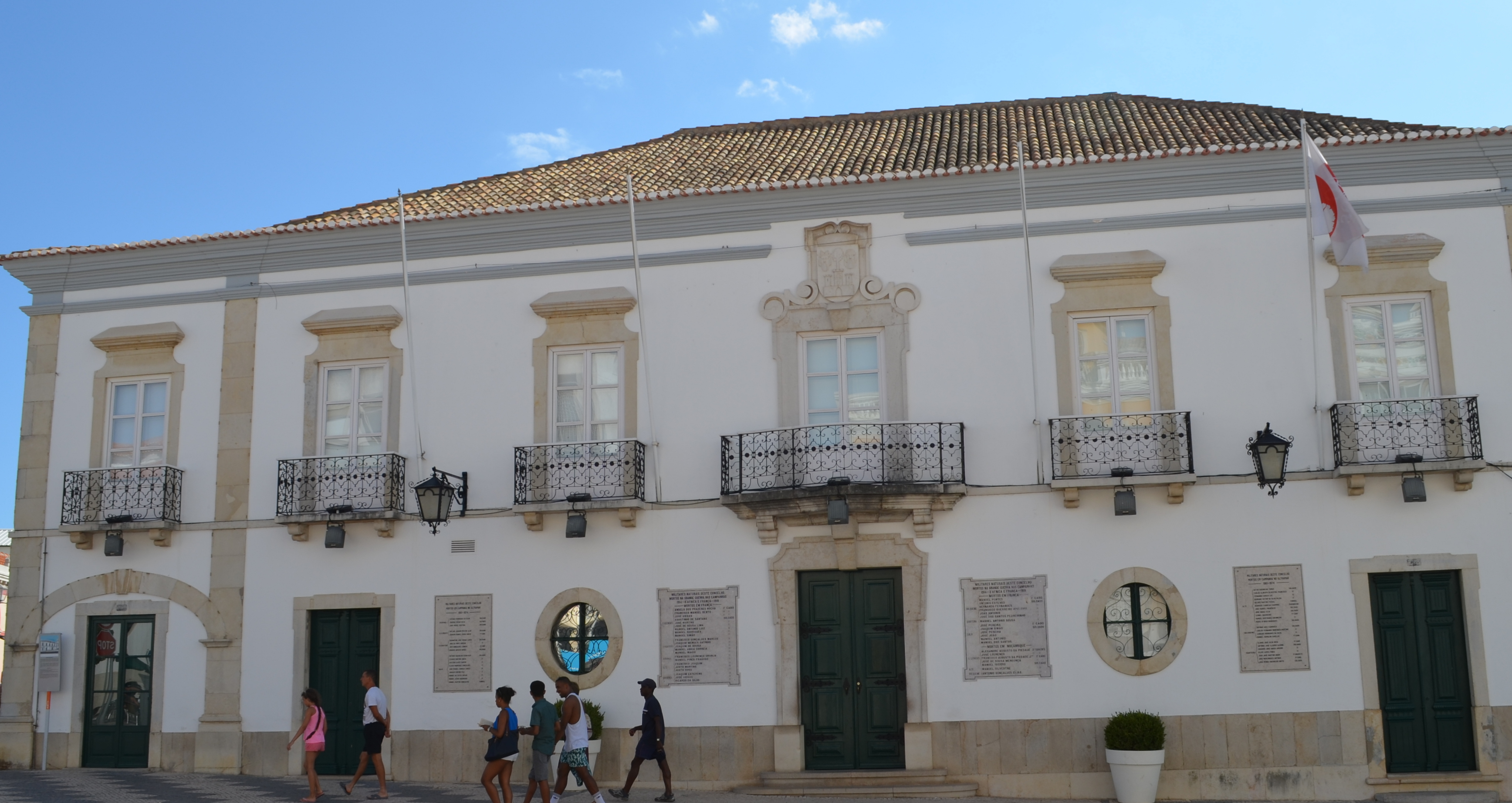
Kommunhuset
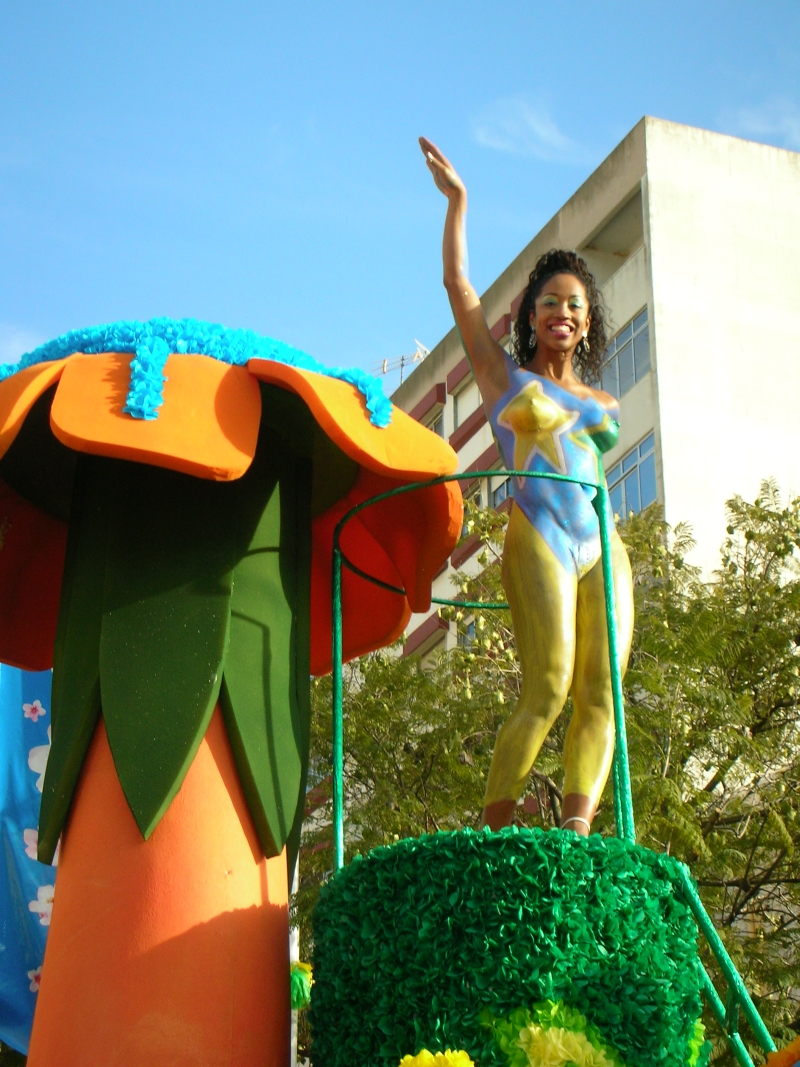
Carnaval de Loulé
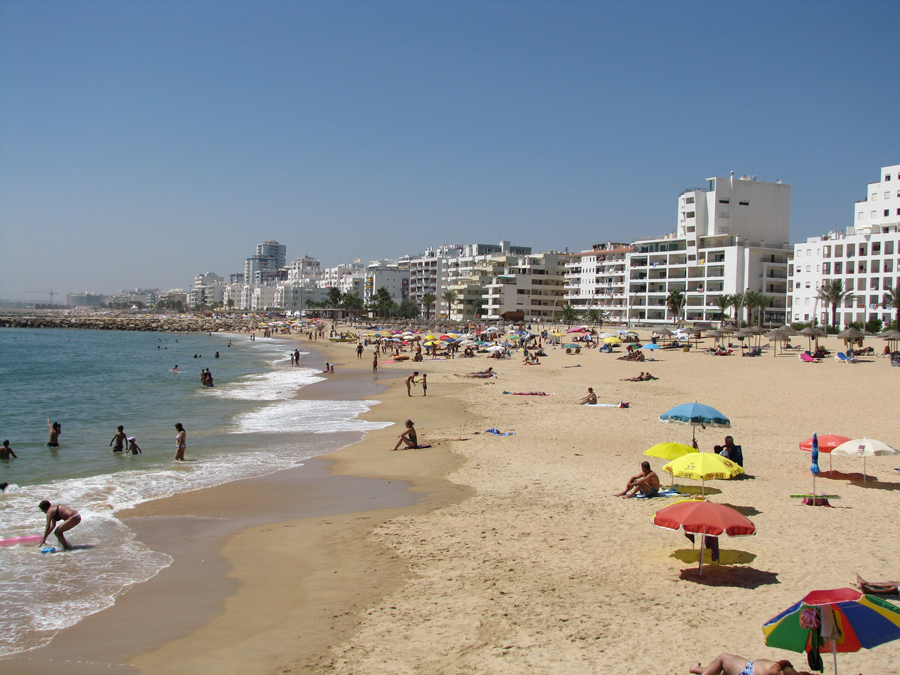
Badstranden Praia da Gaivota